# Кревский сельсовет
Кревский сельсовет (бел. Крэўскі сельсавет) — административная единица на территории Сморгонского района Гродненской области Белоруссии. Административный центр — агрогородок Крево. Население на 1 января 2023 года составляет 1 497 человек.

## История
Образован в 1940 г.

## Состав
Кревский сельсовет включает 66 населённых пунктов:
- Асаны — деревня.
- Балобаны — деревня.
- Битеняты — деревня.
- Боярск — деревня.
- Вауки — деревня.
- Веребушки — деревня.
- Вишнёвка — деревня.
- Вишнёвка — хутор.
- Войневичи — деревня.
- Войташи — деревня.
- Гамзичи — деревня.
- Гейлеши — деревня.
- Головатишки — хутор.
- Горовые — деревня.
- Дераки — хутор.
- Дохны — деревня.
- Дроздишки — хутор.
- Ермаки 1 — деревня.
- Жменьки — хутор.
- Каменица — деревня.
- Карачевщина — деревня.
- Клышки — деревня.
- Касымово — хутор.
- Коптевичи — деревня.
- Коренды — деревня.
- Кочаны — деревня.
- Крево — агрогородок.
- Кривск — деревня.
- Круглянка — деревня.
- Кунцевщина — хутор.
- Куты — деревня.
- Ленковщина — хутор.
- Леанполье — хутор.
- Лошаны — деревня.
- Малявичи — деревня.
- Микулевщина — деревня.
- Милейково — деревня.
- Милидовщина — деревня.
- Мирклишки — деревня.
- Монтатишки — деревня.
- Мысинщина — деревня.
- Неровка — хутор.
- Новосёлки — деревня.
- Ордаши — агрогородок.
- Орленяты — деревня.
- Османовка — хутор.
- Понарка — деревня.
- Переходы — деревня.
- Полторовщина — деревня.
- Попелевичи — деревня.
- Раковцы — деревня.
- Ракутево — деревня.
- Римтели — деревня.
- Ровок — деревня.
- Середи — деревня.
- Скирдимы — деревня.
- Старые Боруны — деревня.
- Томасовка — хутор.
- Труханово — деревня.
- Франополь — деревня.
- Харловщина — хутор.
- Чаботки — хутор.
- Четырки — деревня.
- Чухны — деревня.
- Шимаки — хутор.
- Шлямки — хутор.